# Rei Gōda
Rei Gōda (合田怜?, Gōda Rei; Osaka, 31 agosto 1993) è un cestista giapponese.